# Схофс, Роб
Роб Схофс (нидерл. Rob Schoofs; родился 23 марта 1994 года в Херк-де-Стаде, Бельгия) — бельгийский футболист, защитник клуба «Мехелен».

## Клубная карьера
Схофс — воспитанник клуба «Сент-Трюйден» из своего родного города. В 2010 году он был включён в заявку основной команды. 20 марта 2011 года в матче против «Локерена» он дебютировал в Жюпиле лиге. В 2012 году клуб вылетел в первый дивизион, но Роб остался в команде. 14 декабря 2013 года в поединке против «Хугстратена» он забил свой первый гол за «Сент-Трюйжен». В 2015 году Схофс помог клубу вернуться в элиту. 13 сентября в матче против «Шарлеруа» Роб забил свой первый гол в высшей лиге.
В начале 2016 года Схофс перешёл в «Гент». Сумма трансфера составила 2,2 млн. евро. 31 января в матче против «Васланд-Беверен» он дебютировал за новую команду. 24 сентября в поединке против своего бывшего клуба «Сент-Трюйдена» Роб забил свой первый гол за «Гент».
Летом 2017 года Схофс перешёл в «Мехелен». 30 июля в матче против льежского «Стандарда» он дебютировал за новую команду. 30 сентября в поединке против «Мускрон-Перювельз» Роб забил свой первый гол за «Мехелен».